# Bouabdellah Tahri
Bouabdellah Tahri (Metz, 20 dicembre 1978) è un mezzofondista e siepista francese, ex detentore del record europeo dei 3000 metri siepi.

## Record nazionali
- 3000 m siepi: 8'01"18  ( Berlino, 18 agosto 2009)
- 2000 m indoor: 4'59"84 ( Liévin, 3 marzo 2006)
- 3000 m indoor: 7'33"73 ( Stoccolma, 10 febbraio 2010)
- 5000 m indoor: 13'11"13 ( Metz, 14 febbraio 2010)

## Progressione

### 3000 m siepi
| Stagione | Risultato | Luogo             | Data      | Rank. Mond. |
| -------- | --------- | ----------------- | --------- | ----------- |
| 2011     | 8'05"72   | Monaco            | 22-7-2011 |             |
| 2010     | 8'03"72   | Metz              | 29-6-2010 |             |
| 2009     | 8'01"18   | Berlino           | 18-8-2009 |             |
| 2008     | 8'12"72   | Paris Saint-Denis | 18-7-2008 |             |
| 2007     | 8'09"06   | Metz              | 15-7-2007 |             |
| 2006     | 8'09"53   | Bruxelles         | 25-8-2006 |             |
| 2005     | 8'09"58   | Roma              | 8-7-2005  |             |
| 2004     | 8'14"26   | Atene             | 24-8-2004 |             |
| 2003     | 8'06"91   | Paris Saint-Denis | 4-7-2003  |             |
| 2002     | 8'10"83   | Paris Saint-Denis | 5-7-2002  |             |
| 2001     | 8'09"23   | Bruxelles         | 24-8-2001 |             |
| 2000     | 8'16"14   | Zurigo            | 11-8-2000 |             |
| 1999     | 8'12"24   | Parigi            | 21-7-1999 |             |
| 1998     | 8'19"75   | Nizza             | 16-7-1998 |             |
| 1996     | 8'44"65   | Bondoufle         | 23-6-1996 |             |

## Palmarès
| Anno | Manifestazione    | Sede              | Evento        | Risultato  | Prestazione | Note |
| ---- | ----------------- | ----------------- | ------------- | ---------- | ----------- | ---- |
| 1996 | Mondiali juniores | Sydney            | 3000 m siepi  | 7º         | 8'45"85     |      |
| 1999 | Mondiali          | Siviglia          | 3000 m siepi  | 12º        | 8'25"59     |      |
| 2000 | Olimpiadi         | Sydney            | 3000 m siepi  | 6º         | 8'34"69     |      |
| 2001 | Mondiali indoor   | Lisbona           | 3000 m piani  | 11º        | 7'57"84     |      |
| 2001 | Mondiali          | Edmonton          | 3000 m siepi  | 5º         | 8'19"56     |      |
| 2002 | Europei           | Monaco di Baviera | 3000 m siepi  | 4º         | 8'26"86     |      |
| 2003 | Mondiali          | Paris Saint-Denis | 3000 m siepi  | 4º         | 8'10"65     |      |
| 2004 | Olimpiadi         | Atene             | 3000 m siepi  | 7º         | 8'14"26     |      |
| 2005 | Mondiali          | Helsinki          | 3000 m siepi  | 8º         | 8'19"96     |      |
| 2006 | Europei           | Göteborg          | 3000 m siepi  | Bronzo     | 8'27"15     |      |
| 2007 | Europei indoor    | Birmingham        | 3000 m piani  | Argento    | 8'02"85     |      |
| 2007 | Mondiali          | Osaka             | 3000 m siepi  | 5º         | 8'20"27     |      |
| 2008 | Olimpiadi         | Pechino           | 3000 m siepi  | 5º         | 8'14"79     |      |
| 2009 | Europei indoor    | Torino            | 3000 m piani  | Argento    | 7'42"14     |      |
| 2009 | Mondiali          | Berlino           | 3000 m siepi  | Bronzo     | 8'01"18     |      |
| 2010 | Europei           | Barcellona        | 3000 m siepi  | Argento    | 8'09"28     |      |
| 2011 | Mondiali          | Taegu             | 3000 m siepi  | 4º         | 8'17"56     |      |
| 2013 | Mondiali          | Mosca             | 1500 m piani  | Semifinale | 3'44"24     |      |
| 2014 | Europei           | Zurigo            | 5000 m piani  | 6º         | 14'11"62    |      |
| 2014 | Europei           | Zurigo            | 10000 m piani | 7º         | 28'26"03    |      |

## Altre competizioni internazionali
2002
- 9º alla IAAF World Gran Prix Final ( Parigi), 3000 m - 8'35"46

2003
- Coppa Europa di atletica leggera ( Firenze)
- 5º alla IAAF World Athletics Final ( Monaco), 3000 m siepi - 8'15"60

2004
- Oro alla SPAR European Cup ( Bydgoszcz), 3000 m siepi - 8'23"40

2005
- Argento alla SPAR European Cup ( Firenze), 5000 m - 13'32"34
- 5º alla IAAF World Athletics Final ( Monaco), 3000 m siepi - 8'10"13

2006
- Bronzo alla IAAF World Athletics Final ( Stoccarda), 3000 m siepi - 8'10"86
- Bronzo alla IAAF World Cup ( Atene), 3000 m siepi - 8'29"06

2007
- Coppa Europa di atletica leggera ( Monaco di Baviera)
- 4º alla IAAF World Athletics Final ( Stoccarda), 3000 m siepi - 8'14"38

2008
- 7º alla IAAF World Athletics Final ( Stoccarda), 3000 m siepi - 8'18"28

2009
- Bronzo alla IAAF World Athletics Final ( Salonicco), 3000 m siepi - 8'09"14

2010
- Bronzo alla Coppa continentale di atletica leggera ( Spalato), 3000 m siepi - 13'58"79